# 天津久安信托公司
天津久安信托公司，成立于1931年6月1日，由近代实业家周学熙等出资创立。1942年，更名为久安商业银行。

## 历史沿革
1931年6月1日，中国近代实业家周学熙等出资8万元在天津法租界设立天津久安信托公司，总公司设在天津法租界14号路34号，按有限公司组织法经实业部批准注册，成立之初营业范围为信托和一般商业银行业务。1933年11月，迁英租界英国大院（现大沽路）12号。1939年，又迁英租界中街43号（仁记大楼）。1942年4月2日，汪精卫政权华北政务委员会颁布《金融机构管理规则》规定信托公司不准民营，受此影响，久安信托公司被改组为久安商业银行。同年，久安商业银行迁入新址英租界中街（现解放路94号）。抗日战争胜利后，根据国民政府收复区商业金融机关清理办法，久安商业银行于1945年12月4日起停业清理，经清理后，于1946年5月开业，复名为天津久安信托公司。1949年1月15日，天津市政权更替后，久安信托公司继续营业。1951年11月1日，与上海银行协议，正式成立联合管理委员会。1952年12月15日，参与组建公私合营银行天津分行。

## 建筑遗存
天津久安商业银行大楼是久安商业银行在中国天津建造的分行大楼。